# Fundación Contemporánea
La Fundación Contemporánea es una institución española creada en 2008 por el centro cultural La Fábrica. Su sede ubicada en Madrid, forma parte del Paisaje de la Luz, un paisaje cultural declarado Patrimonio de la Humanidad el 25 de julio de 2021.

## Historia
La Fundación Contemporánea fue fundada en Madrid, en 2008, con el impulso del centro cultural La Fábrica. Es una institución sin ánimo de lucro. Está inscrita en el Registro de Fundaciones del Ministerio de Cultura desde el 4 de febrero de 2009. Entre sus fundadores se encuentran, Alberto Fesser (Presidente) y el periodista Alberto Anaut (Vicepresidente). Su objetivo es contribuir al desarrollo de los profesionales de la cultura, creando una plataforma de encuentro, información, debate, intercambio y formación para los profesionales del sector.
Nació con el propósito de fomentar el desarrollo del sector cultural en el ámbito español e internacional, a través de formaciones especializadas y la creación de redes para el intercambio y la colaboración entre profesionales y organizaciones culturales. Se dirige a los diferentes perfiles profesionales en todos los campos de la cultura, en el sector público y en el privado, a los profesionales independientes, a los emprendedores culturales y a los que quieren orientar su carrera profesional hacia el sector cultural.
La Fundación Contemporánea fomenta la creación de redes, el intercambio de experiencias y la colaboración entre profesionales y organizaciones culturales, dentro de España e internacionalmente. Para poder llevar a cabo sus actividades establece acuerdos de colaboración específicos para proyectos con otras fundaciones, administraciones y empresas privadas. Colabora con La Fábrica en el desarrollo de actividades orientadas a los profesionales de la cultura, específicamente en el campo de la formación.

## Proyectos
Entre las actividades que realiza la Fundación Contemporánea se encuentran: desde 2009, el Observatorio de la Cultura, un estudio anual que se realiza a través de una consulta a un panel de expertos para medir indicadores sobre la situación del sector de la cultura en España, establecer rankings de los proyectos más representativos o insignias culturales de cada comunidad autónoma y analizar los presupuestos e inversiones culturales; la organización desde 2011, de Pública, un encuentro que agrupa anualmente durante el mes de febrero, en el Círculo de Bellas Artes de Madrid, a los profesionales de la cultura para presentar nuevos proyectos, propuestas y oportunidades del sector público y privado; la coordinación desde 2013, del Máster La Fábrica: Dirección de Proyectos Culturales, orientado a trasladar a los estudiantes experiencias sobre la creación y gestión de proyectos culturales y el Máster PHotoESPAÑA.